# Bonton
Bonton je česká mediální společnost založená v květnu 1989 jazzmanem Martinem Kratochvílem a Zdeňkem Kozákem jako hudební nakladatelství. V minulosti šlo o rozsáhlou mediální skupinu, od roku 2018 se už zabývá jen obchodem s filmovými právy a provozuje filmové laboratoře.

## Historie firmy
V devadesátých letech z ní byl vytvořen mediální holding zahrnující filmovou společnost, rádio, nakladatelství, časopis atd. Snem zakladatele bylo mít zastoupení i v televizním odvětví, to jediné se mu však již nepovedlo. 
Zakladatelé se spojili s americkým investičním fondem Bancroft, napojili se na společnost Sony.[zdroj?] Filmová větev vyprodukovala první soukromý porevoluční film – Tankový prapor. Bonton později získal knižní nakladatelství Albatros a hudební nakladatelství Supraphon.
V letech 1993–1995 měl Bonton podíl v investičních společnostech spravujících privatizační fond TREND. Michal Kocáb později své podíly v Trendu i Bontonu prodal. Přesto v hudebním nakladatelství v roce 2008 vlastnil podíl 6 %.
V roce 2008 Bonton řadu společností (např. Albatros a Supraphon) prodal. V roce 2018 už nemá žádnou dceřinou společnost a jeho akcie vlastní členové představenstva Zdeněk Kozák a Miloš Petana.

## Firmy holdingu Bonton
V minulosti společnost vlastnila mj. následující aktiva?
- Ateliéry Bonton Zlín a.s. – filmové ateliéry, obchod s filmovými právy starších českých filmů
- AZ Rádio, s.r.o. – zlínské regionální rádio, později přejmenováno na Rock Max, 4. října 2021 byl Rock Max nahrazen Rock Rádiem. [6]
- Bonton Music a.s. – hudební vydavatelství, později sloučeno se Sony Music v Sony Music / Bonton, v roce 2003 Sony Music podíl Bontonu odkoupilo [7]
- Bontonfilm a.s. – filmová produkce a distribuce, později rozdělena na divize Alfa a Beta
- Bonton Home Entertainment (společný název pro dvě následující společnosti)
- BONTON HOME VIDEO,a.s. – video distribuce
- CENTRUM ČESKÉHO VIDEA, a.s. – distribuce českých filmů
- BONTONland, a.s. – prodejny médií
- BONTON Promotions, a.s.– propagace
- BONTON PLUS a.s. – podpůrná společnost
- Cinema – filmový časopis
- Hybernia a.s. – divadelní společnost
- Panther, akciová společnost – distribuce médií
- RADIO BONTON akciová společnost – pražská, později multiregionální rozhlasová stanice, po rozpadu holdingu přejmenováno novým italským vlastníkem na Radio DeeJay, nyní po další vlastnické změně opět Rádio Bonton.